# Кейт Ферацці
Кейт Ферацці — американський письменник і підприємець. Засновник і генеральний директор Ferrazzi Greenlight, дослідницької та консалтингової фірми з Лос-Анджелеса, Каліфорнія.  Автор бестселера New York Times «Конкуренція в новому світі праці: як радикальна адаптованість відокремлює найкращих від решти», яка вийшла українською у грудні 2022 року у видавництві Лабораторія .

## Молодість і освіта
Ферацці народився і виріс у Пенсільванії. Навчався в Єльському університеті і в Гарвардській школі бізнесу .

## Кар'єра
Після закінчення Гарварду приєднався до консалтингової компанії Deloitte як аналітик початкового рівня та піднявся до директора з маркетингу (CMO) компанії. У 32 роки він був прийнятий на роботу в Starwood на посаду директора з маркетингу — наймолодшого директора з маркетингу в списку Fortune 500 на той час. У 2000 році він пішов, щоб заснувати YaYa Media, розважальну та маркетингову компанію, яку продав інвестиційній компанії American Vantage у 2003 році.
Ферацці залишив YaYa Media, щоб заснувати Ferrazzi Greenlight, стратегічну консалтингову фірму в Лос-Анджелесі та пов’язаний з нею дослідницький інститут Greenlight. Компанія та інститут зосереджуються на важливості позитивних відносин для успіху бізнесу. 

## Книги

### Книги українською
- Кейт Ферацці, Ноель Вейріч, Кіан Ґохар. Конкуренція в новому світі праці: як радикальна адаптованість відокремлює найкращих від решти. — Київ : Лабораторія, 2022. — С. 232.[2]